# Cabdill d'Acre
El cabdill d'Acre (Hemitriccus cohnhafti) és un ocell de la família dels tirànids (Tyrannidae).

## Hàbitat i distribució
Habita la selva humida en le zona de frontera entre Brasil i Bolívia i l adjacent sud-est del Perú.